# Exomalopsis morelosensis
Exomalopsis morelosensis är en biart som beskrevs av Timberlake 1980. Exomalopsis morelosensis ingår i släktet Exomalopsis och familjen långtungebin. Inga underarter finns listade i Catalogue of Life.